# Tom Bradley

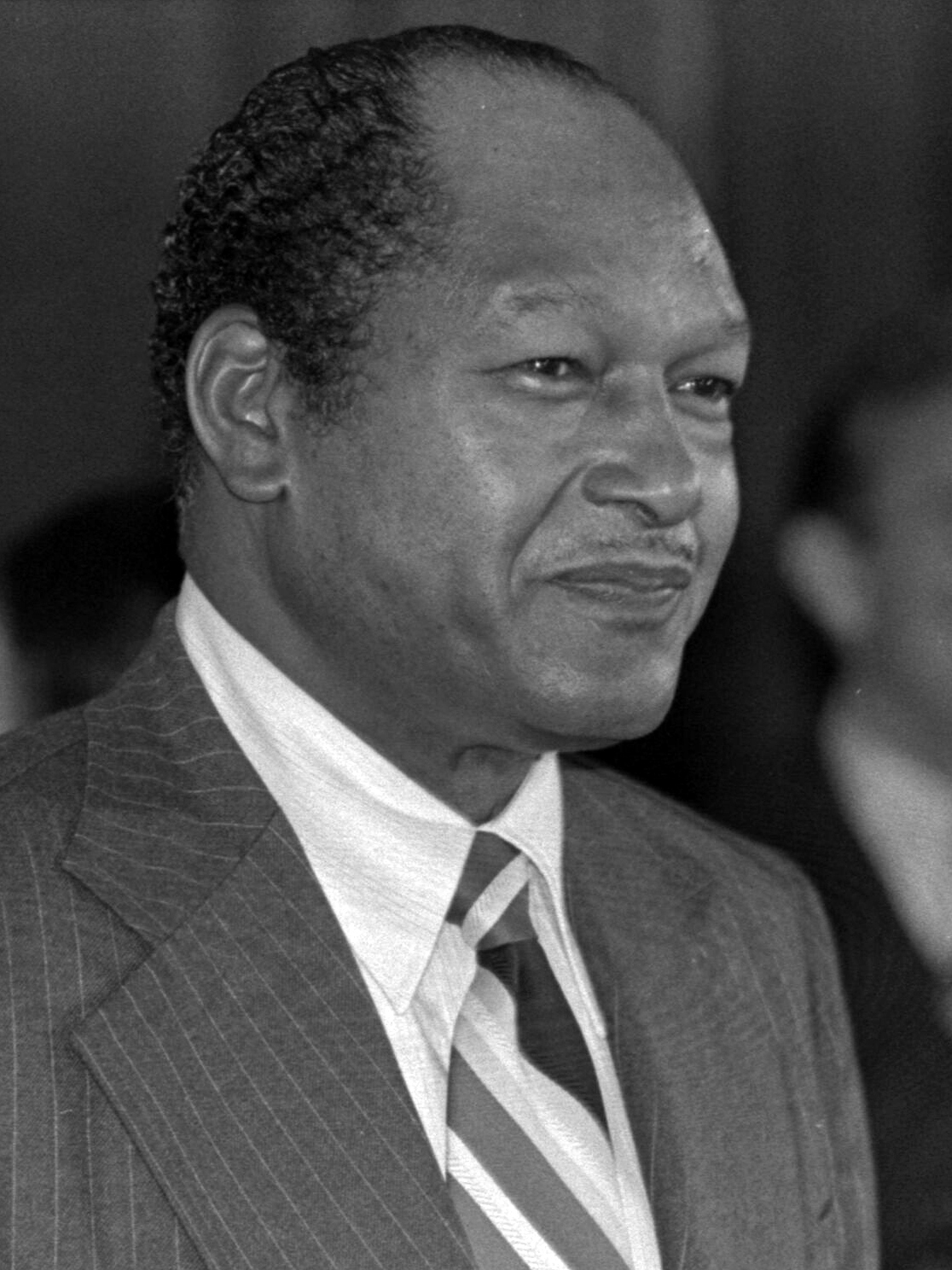
Tom Bradley

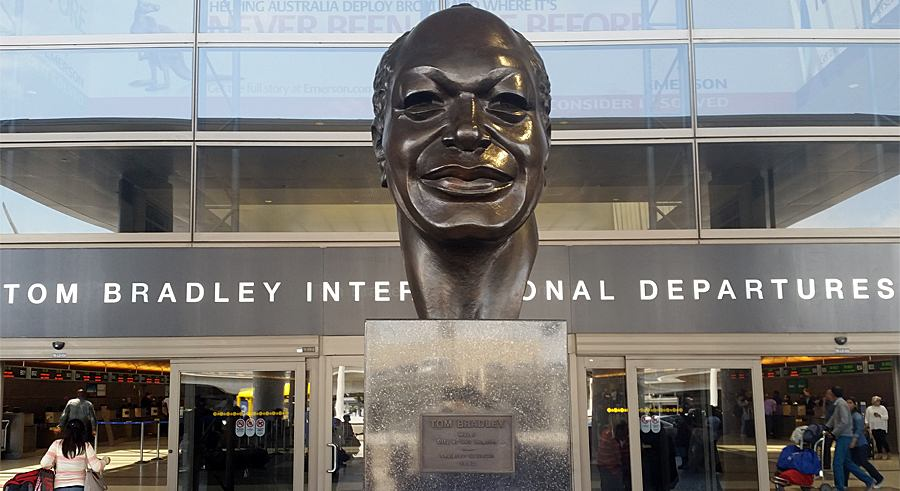
Büste am gleichnamigen Terminal am Los Angeles International Airport

Thomas „Tom“ Bradley (* 29. Dezember 1917 in Calvert, Texas; † 29. September 1998 in Los Angeles, Kalifornien) war ein US-amerikanischer Politiker (Demokratische Partei) und von 1973 bis 1993 für fünf Wahlperioden Bürgermeister von Los Angeles.
Bradley war der erste schwarze Bürgermeister der Stadt und zudem der bis heute längstamtierende. Bei seiner Wahl im Jahr 1973 war er erst der zweite Afroamerikaner in diesem Amt in einer größeren Stadt der USA nach Carl Stokes in Cleveland (Ohio). Der erste afroamerikanische Bürgermeister einer US-amerikanischen Stadt überhaupt war Robert C. Henry in Springfield (Ohio). Vor seinem Aufstieg zum Bürgermeister saß Bradley von 1963 bis 1973 im Stadtrat von Los Angeles.
In den Jahren 1982 und 1986 kandidierte Bradley jeweils erfolglos für das Amt des Gouverneurs von Kalifornien, beide Male geschlagen von dem Republikaner George Deukmejian. Während seine Niederlage von 1982 mit einem Prozentpunkt Rückstand (49 gegen 48 %) äußerst knapp ausfiel, verlor er 1986 mit 60 gegen 37 % deutlich. Einen Versuch, die nach den vorausgegangenen Meinungsumfragen unerwartete Niederlage von 1982 zu deuten, stellt die Theorie des Bradley-Effekts dar.

## Ehrungen und Mitgliedschaften
Bradley sind ein Stern auf dem Walk of Fame und der Tom Bradley International Terminal am Los Angeles International Airport gewidmet. Die Bar-Ilan-Universität verlieh ihm 1982 die Ehrendoktorwürde.
Tom Bradley war ein Mitglied im Bund der Freimaurer, seine Loge ist unter der Prince Hall Großloge konstituiert.